# Nicolas Baverez
Pour les articles homonymes, voir Baverez.
Nicolas Baverez , né le 8 mai 1961 à Lyon, est un haut fonctionnaire, avocat et essayiste français. Ancien élève de l'École normale supérieure (promotion 1980 Lettres) et de l'École nationale d'administration (promotion Michel de Montaigne, 1988), il est docteur en histoire et agrégé en sciences sociales.
Il est un spécialiste de Raymond Aron et Alexis de Tocqueville.

## Biographie
Nicolas Baverez est le fils de Jean-Claude Baverez, avocat à la cour d'appel de Lyon, chevalier de la Légion d'honneur, et d'Hélène Rubellin.

### Études
Après des classes préparatoires au Lycée du Parc à Lyon, Nicolas Baverez entre à l'École normale supérieure en 1980. En 1986, il soutient à l'université Paris I Panthéon-Sorbonne sa thèse de doctorat en histoire sur le thème Chômages et chômeurs dans les années 1930.

### Parcours professionnel

#### Carrière dans la fonction publique
Nicolas Baverez est nommé auditeur de deuxième classe à la Cour des comptes en 1988, puis auditeur de première classe en 1989, puis conseiller référendaire en 1991. De 1993 à 1995, il est membre du cabinet de Philippe Séguin, alors président de l'Assemblée nationale, chargé des problèmes économiques et sociaux.

#### Carrière dans le secteur privé
De 1995 à 1998, il est mis en disponibilité pour occuper, chez Fimalac, le poste de directeur de la communication et du développement.
En 1998, il rejoint le barreau de Paris. Il devient d'abord avocat chez Salès, Vincent et Associés en 2001, puis en 2002 chez Franklin, Attalah, Baverez & Associés. En 2003, il devient associé chez Brandford-Griffith & Associés, chargé de l'activité de droit public économique. En 2004, il quitte ce cabinet pour Gibson, Dunn & Crutcher LLP,, pour qui il défend, entre autres, les compagnies de chemin de fer française et britannique dans le conflit qui les oppose à Eurotunnel. Le 1er octobre 2007, il demande sa réintégration dans le corps de la Cour des comptes, obtenant ce même jour son admission à faire valoir ses droits à la retraite de la fonction publique. Il est, associé au sein du cabinet Gibson, Dunn & Crutcher LLP, en sus de son activité d'essayiste, d'éditorialiste et d'écrivain.
En janvier 2023, il rejoint le cabinet français August Debouzy, pour y devenir associé au sein du pôle public et règlementaire.

### Activités médiatiques
Nicolas Baverez est éditorialiste pour le quotidien Le Figaro et l'hebdomadaire Le Point, il l'a longtemps été pour Les Échos et a écrit pour Le Monde.
Il est membre du Comité de direction de la revue Commentaire, du comité international de parrainage de la revue Politique américaine et du comité éditorial de la revue Géoéconomie. Participant régulier aux conférences Bilderberg depuis 2007, il appartient au comité directeur de ce groupe. Il est aussi trésorier de la Société des amis de Raymond Aron.
Membre du comité directeur de l'Institut Montaigne, il y préside le groupe de travail Affaires étrangères et défense.
Il est également membre du conseil d'administration de Plan International France , association de parrainage d'enfants de pays en voie de développement, et du Défi de l'Atlantique, association pour la construction et le développement de L'Hydroptère-hydrofoil à voiles .
Enfin, il est l’un des intervenants réguliers du podcast Le Nouvel Esprit public, que présente Philippe Meyer.

## Prises de position
Nicolas Baverez est devenu néolibéral à partir de son entrée à l'ENA, en 1986,[réf. nécessaire] (il écrit : « L’antilibéralisme est un fléau qui se trouve au principe du déclin et de la régression de la France »). Il est l'un des principaux représentants d’un courant que certains de ses critiques qualifient de « décliniste », : Nicolas Baverez dénonce un déclin relatif de la France par rapport au reste du monde dont il situe les causes dans l'intervention trop forte et à mauvais escient de l'État dans l'économie et à une fiscalité trop lourde. Selon lui, la France reste le seul pays développé qui s'échine à maintenir le modèle caduc d'économie fermée et administrée des années 1960. Il est opposé à la réforme des 35 heures, estimant que « le temps libéré par les 35 heures, c’est de la violence conjugale et de l’alcoolisme en plus. »
Il appelle dans son livre La France qui tombe, paru en 2003, le gouvernement français à procéder à une « thérapie de choc libérale » prenant pour modèle les réformes instaurées au Royaume-Uni par Margaret Thatcher et Tony Blair.

## Distinction
- Chevalier de la Légion d'honneur, 2007

## Publications
- L'impuissance publique (en collaboration avec Denis Olivennes), Calmann-Lévy, 1994  (ISBN 2702118224)
- L'invention du chômage (en collaboration avec Robert Salais et Bénédicte Reynaud-Cressent), Presses universitaires de France, 1999  (ISBN 978-2130499435)
- Raymond Aron, un moraliste au temps des idéologies, Flammarion, 1997  (ISBN 2080667769), Flammarion, 2005  (ISBN 208210494X) ; Édition poche : Flammarion, 1999  (ISBN 2080813323), Perrin, 2006  (ISBN 2262025517)
- Les orphelins de la liberté, Paris, Plon, coll. 25 idées pour refaire la France, octobre 1999, 171 p.
- Les trente piteuses, Paris, Flammarion, coll. « Essais », octobre 1998, 1re éd., 298 p. (ISBN 978-2-08-211568-1)L'expression « trente piteuses » est une allusion aux Trente Glorieuses. Dans ce livre, l'auteur traite de la période de récession qu’a connue entre 1974 et 2004 la grande majorité des pays développés, membres pour la plupart de l'OCDE. Cette crise est notamment due au premier choc pétrolier.
  - Les trente piteuses, Paris, Flammarion, coll. « Champs », janvier 1999, 288 p. (ISBN 978-2-08-081412-8)Édition en poche
- La France qui tombe : un constat clinique du déclin français, Perrin, 2003  (ISBN 2262021635) ; Édition poche : Perrin, 2006  (ISBN 2262025436)
- Comment va la France ? : la grande enquête du Monde (en collaboration avec Daniel Cohen, et Jean-Paul Fitoussi), Éditions de l'Aube, 2004  (ISBN 287678937X)
- Dictionnaire d'histoire, économie, finance (en collaboration avec Frédéric Teulon & Guillaume Bigot), Presses universitaires de France, 2004  (ISBN 9782130543183)
- Aron : penser la liberté, penser la démocratie, Gallimard, 2005  (ISBN 2070775771)
- Le chômage, à qui la faute ?, (en collaboration avec Jean-Baptiste de Foucauld, Alain Minc & Alain Houziaux), Éditions de l'Atelier, 2005  (ISBN 9782708238008)
- Nouveau monde, vieille France, Perrin, 2006  (ISBN 2262024189)
- Que faire ? : agenda 2007, Perrin, 2006  (ISBN 2262025207) ; Édition poche : Perrin, 2007  (ISBN 9782262026158)
- En route vers l'inconnu, Perrin, 2008  (ISBN 9782262029487)
- Après le déluge : la grande crise de la mondialisation, Perrin, 2009  (ISBN 9782262032005)
- Réveillez-vous !, Fayard, 2012  (ISBN 9782213671604)
- Lettres béninoises, Albin Michel, 2014  (ISBN 2226254692)
- Danser sur un volcan, Albin Michel, 2016  (ISBN 2226323767)
- Chroniques du déni français, Albin Michel, 2017
- Violence et passions. Défendre la liberté à l’âge de l'histoire universelle, éditions de l'Observatoire, 2018, 130 p.
- Le monde selon Tocqueville, Tallandier, 2020.
- L'alerte démocratique, Éditions de l'Observatoire, 2020  (ISBN 9791032908716)
- Démocraties contre empires autoritaires, Éditions de l'Observatoire, 2023

## Ouvrage critique
- Les éditocrates, ou Comment parler de (presque) tout en racontant (vraiment) n'importe quoi, ouvrage coécrit avec Olivier Cyran, Sébastien Fontenelle et Mathias Reymond, Éditions La Découverte, 2009